# Зубры (Могилёвская область)
Зубры́ (бел. Зубры́) — деревня в составе Савского сельсовета Горецкого района Могилёвской области Республики Беларусь.

## Население
- 1999 год — 149 человек
- 2010 год — 70 человек